# Sombrero de teja

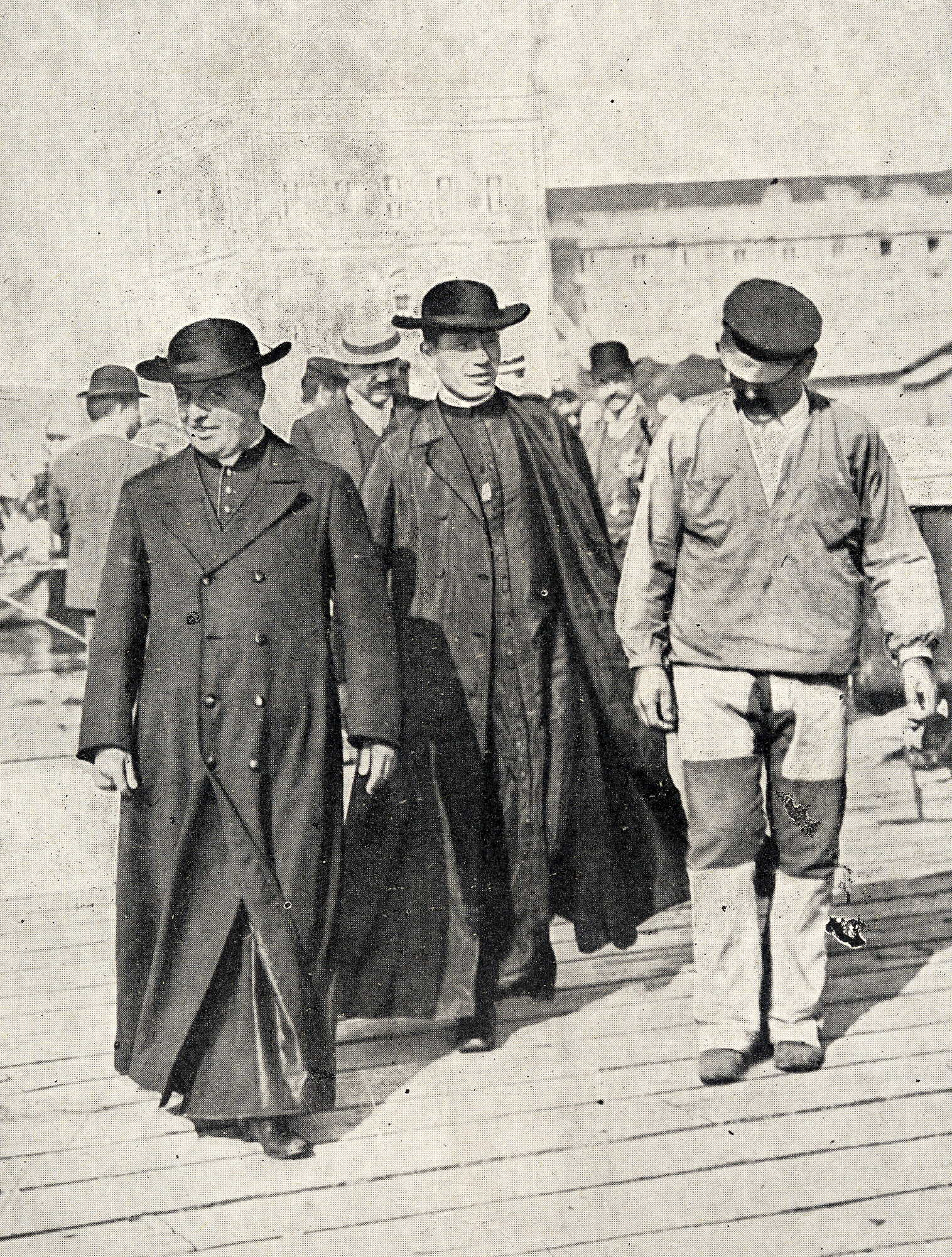
Un obispo y su secretario con sombreros de teja (1906)

Un sombrero de teja o una teja es un sombrero con ala ancha y copa semiesférica usado por el clero católico. En Italia se le llama sombrero saturno porque su forma recuerda a la del planeta anillado Saturno.

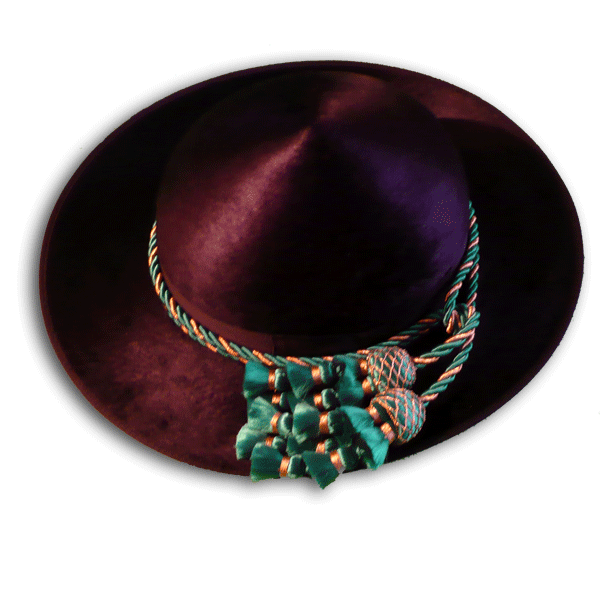
Sombrero de teja con cordones y borlas en verde y oro, que indican que pertenece a un arzobispo.

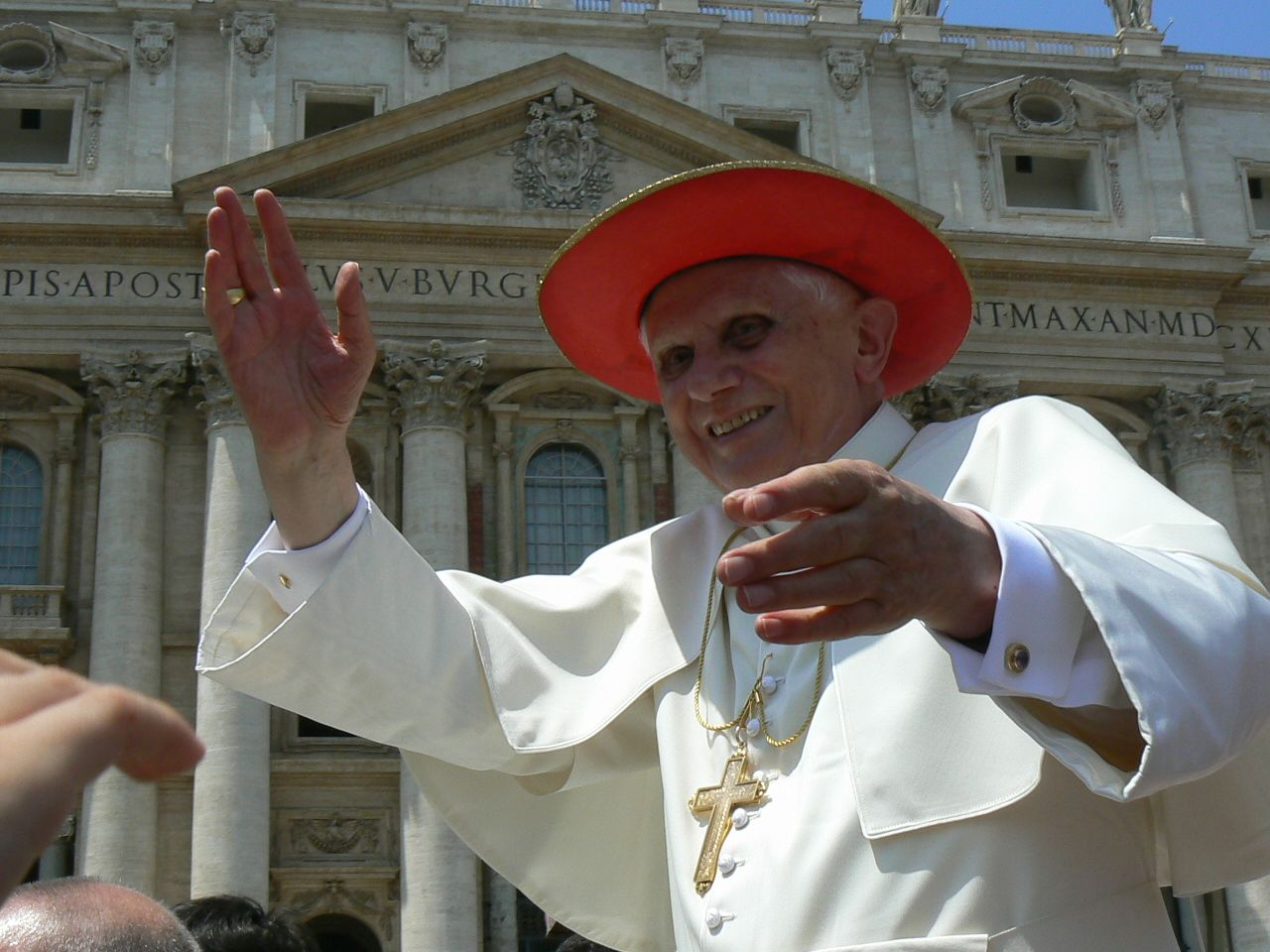
El papa Benedicto XVI usando el sombrero de teja, durante una Audiencia General al aire libre, en 2007.

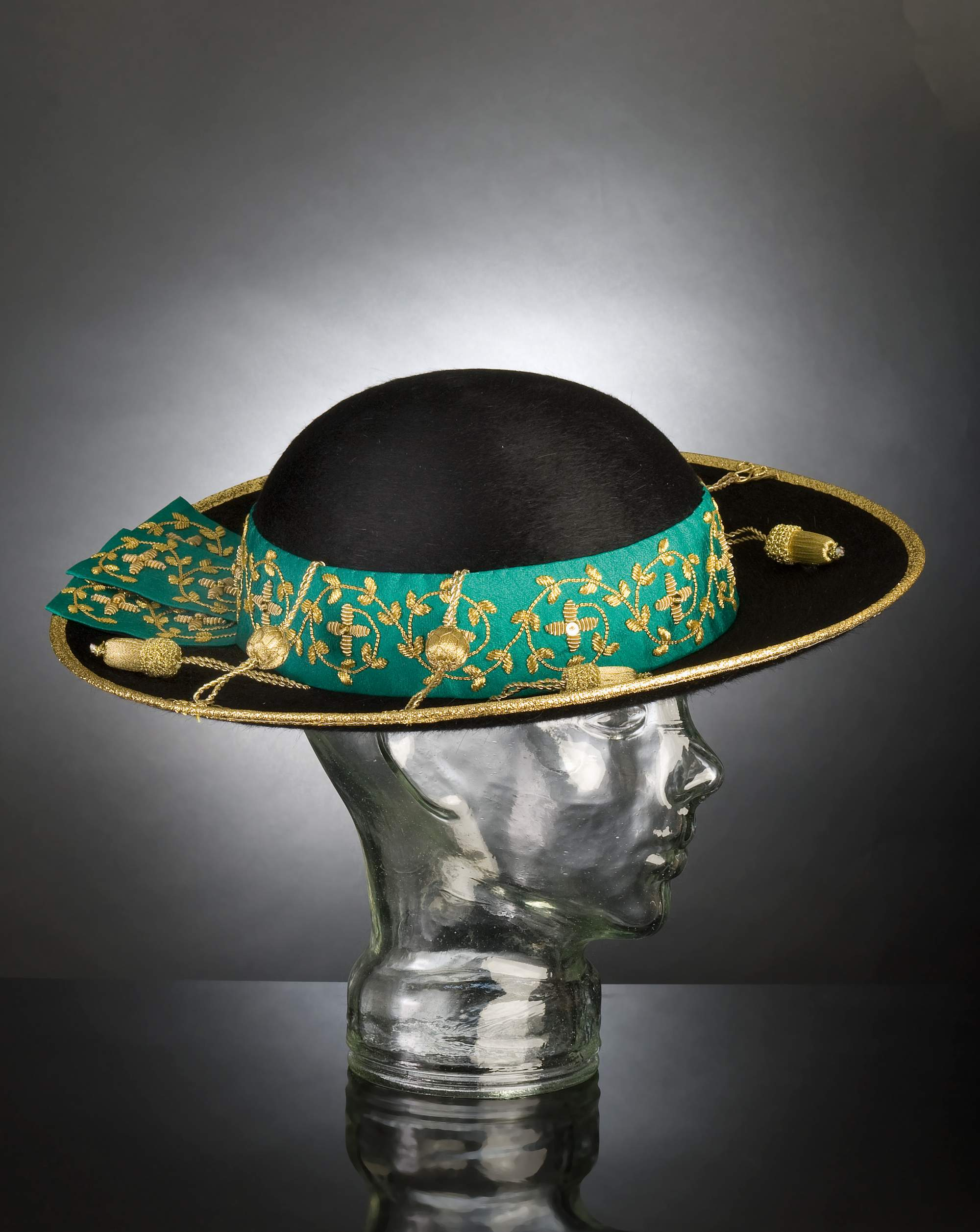
Sombrero de teja (en italiano saturno, capello romano) usado por un arzobispo, suntuosamente bordado con hilos de oro y torcido filamento de oro/plata, de la Colección Philippi.

La teja se hace de fieltro de castor o de paja teñida y se suele forrar interiormente con seda. Tiene una finalidad práctica, la misma que cualquier sombrero de uso común, y nunca se usa durante actos litúrgicos. Es más pequeño que el capelo o galero, de uso ceremonial, que hasta 1969 formaba parte del traje coral de obispos y cardenales, que lo vestían cuando iban a la iglesia a pontificar, o era sujetado por un familiar cuando en interiores usaba birrete. 
Los clérigos que lo utilicen pueden llevarlo adornado con pequeñas borlas acordonadas sobre el ala, en número y color correspondientes a su grado:
- Los presbíteros y diáconos lo usan negro, adornado con cinta negra lisa o bien con cordón y borlas de seda negra.
- Los protonotarios apostólicos, capellanes de Su Santidad, vicarios generales, y otros prelados lo usan negro con cordón y borlas morados.
- Los obispos lo usan negro con cordón y borlas de seda verde, aunque era frecuente que lo usaran trenzado con cordón de oro.
- Los arzobispos y patriarcas lo usan negro con cordón y borlas trenzados de verde y de oro.
- Los cardenales lo usan negro con cordón y borlas trenzados en rojo y oro. Con vestimenta coral lo usaban rojo con filo dorado y cinta de seda roja adornada con bordados y bellotas de hilo de oro, pero este modelo ha quedado para uso exclusivo del papa.
- El papa usa la teja roja con filo dorado, adornada con cinta de seda bordada en oro y con bellotas de lo mismo. Juan XXIII usó en ocasiones una teja igual pero en color blanco.